# Киноварь (краска)
Ки́новарь (от др.-греч. κιννάβαρι, лат. cinnabari неясной этимологии), также кита́йский кра́сный, — краска красного цвета, неорганический пигмент, который получали из ртутного минерала киновари.

## Этимология
Русское название в ходу по крайней мере с XII века («Житие и хождение игумена Даниила из Русской земли»).
Другое название этого цвета — китайский красный — в русском языке в ходу с начала XX века. Толкование греческого названия киновари κιννάβαρι как «драконова кровь», принятое в Европе XIV—XVIII веков и до сих пор встречающееся как этимологическая версия, возможно, было основано на рецепте китайской красной краски, изготовляемой из ядовитого сока китайского лакового дерева.
Во многих европейских языках тот же пигмент из киновари и соответствующий цвет с XII века именовались фр. vermillon — «вермильо́н» в русском языке. До XVII века это название использовалось в Европе наряду с названием киноварь («цинобер» — κιννάβαρι, cinnabar и др.), затем вермильон стал доминирующим названием. Яркий жёлто-красный оттенок краски из того же минерала в русской традиции может именоваться цино́бровый (от нем. zinober). Оттенок в цветной вкладке этой статьи[где?] даётся по книге Maerz и Paul. A Dictionary of Color; цвет указан как vermilion (вермильон) либо cinnabar (киноварь). В некоторых источниках можно найти указание на использование названий киноварь, вермильон, китайский красный для различающихся рецептурой красных красок и различающихся между собой оттенков красного, и указания на различия между несколькими видами оттенков цвета вермильон. Так, отмечается, что вермильон, этимологически происходящий от лат. vermis (червь), должен по цвету быть близок к кошенили, а цвет краски из киновари может варьировать от оранжево-красного до синевато-красного, в том числе и из-за примесей. В разное время в Европе киноварью могли называться оттенки, получаемые с применением более дешёвых красок: лат. minium — свинцового красного, и красок на основе охры, аурипигмента, иодида ртути. Киноварь может описываться как ярко-красный малиновый оттенок, красный и суриково-красный, яркий красно-жёлтый, насыщенный и броский красный, красный цвет как таковой, среднее состояние красного цвета[страница не указана 610 дней].

## Применение
Раннее использование красной краски из киновари отмечено для неолитических культур Анатолии (Чатал-Хююк, 7000 до н. э.) и Китая (Яншао, 5000 до н. э.). Такая краска широко применялась в Древнем Египте, в древней Греции ей раскрашивали статуи, в Римской империи киноварь была очень высоко ценимой краской для украшения интерьеров в богатых домах, для фресок, статуй, и даже для косметики. В ранней Византии киноварь была императорским цветом, императорские декреты писались чернилами киноварного цвета. Красный цвет был популярен в Средние века при иллюстрировании рукописей, дорогая краска киноварь использовалась для наиболее важных элементов рисунка, в остальных применялся свинцовый сурик. В Китае киноварь широко применялась в лакировке, а у цвета киновари было большое значение в символике даосизма как цвета крови и цвета жизни. Повсеместно с тех пор, как и в наши дни, краска из натуральной киновари широко используется в канонической иконописи. Отмечалось, что в древнерусских иконах пламенеющий киноварный цвет применялся для выражения эмоций; художники и искусствоведы описывают киноварь как броский, светоносный цвет, способный создать ощущение сияния при наложении большим пятном, без выделения при помощи специальных техник. В живописи киноварь была основной красной краской от Возрождения, когда ценилась особая яркость, живость этого цвета по сравнению с другими красными, и до XIX века; «киноварь» выступала как синоним красного цвета. В светской живописи, начиная со второй половины XIX века, киноварь встречается редко, в настоящее время вытеснена красным кадмием и ртуть-кадмиевыми красками, однако используется как масляная и акварельная краска.
Красный цвет китайским лакированным изделиям первоначально придавался ядовитым соком китайского лакового дерева (ср. κιννάβαρι (киноварь) — «драконова кровь»), а затем красками на основе натуральной и, позже, искусственной киновари. К тому времени, когда европейские коллекционеры познакомились с китайским искусством, китайская киноварь воспринималась как более яркий и чистый цвет по сравнению с европейской киноварью.
Краска, получаемая из искусственной киновари сухим методом, имеет синеватый карминовый оттенок. Со временем такая краска способна изменять цвет до серого или почти чёрного, хотя потемнение является общей проблемой любых красок на основе натуральной или искусственной киновари. Так, художник Возрождения Ченнино Ченнини писал: «Имейте в виду, что не в природе этой краски быть выставленной на воздух… поскольку с течением времени эта краска темнеет от соприкосновения с воздухом».
В своей книге «К теории цвета» Гёте характеризовал киноварь как цвет с наивысшей энергией, доставляющий ощущение «невыносимого насилия». Гёте считал, что этот цвет «особенно нравится энергичным, здоровым, грубым людям. Ему радуются дикие народы и дети» и отмечал, что при разглядывании чистого киноварно-красного пятна оно кажется пронизывающим глаз, назойливым и невыносимым.

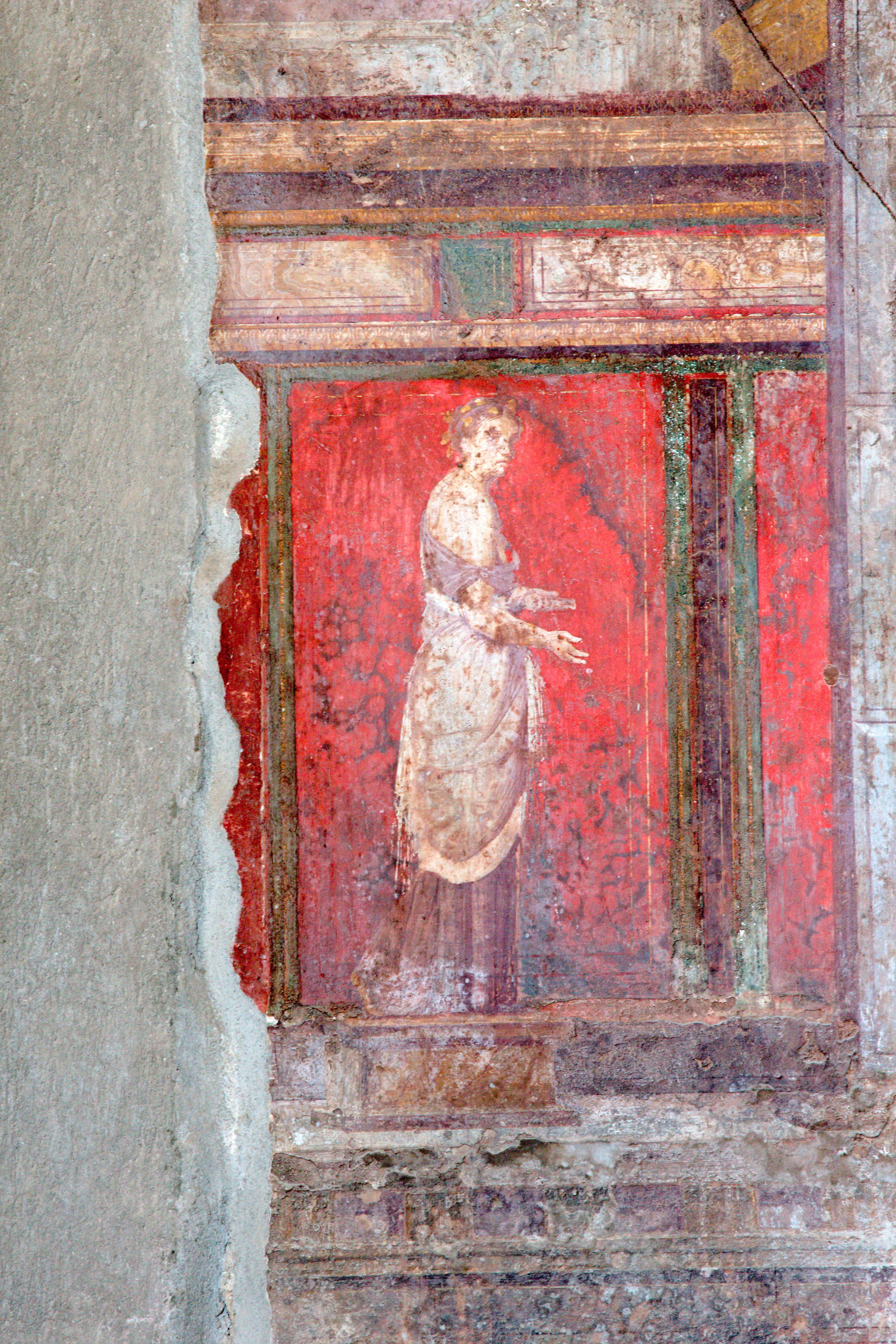
Киноварные фрески на вилле в Помпеях
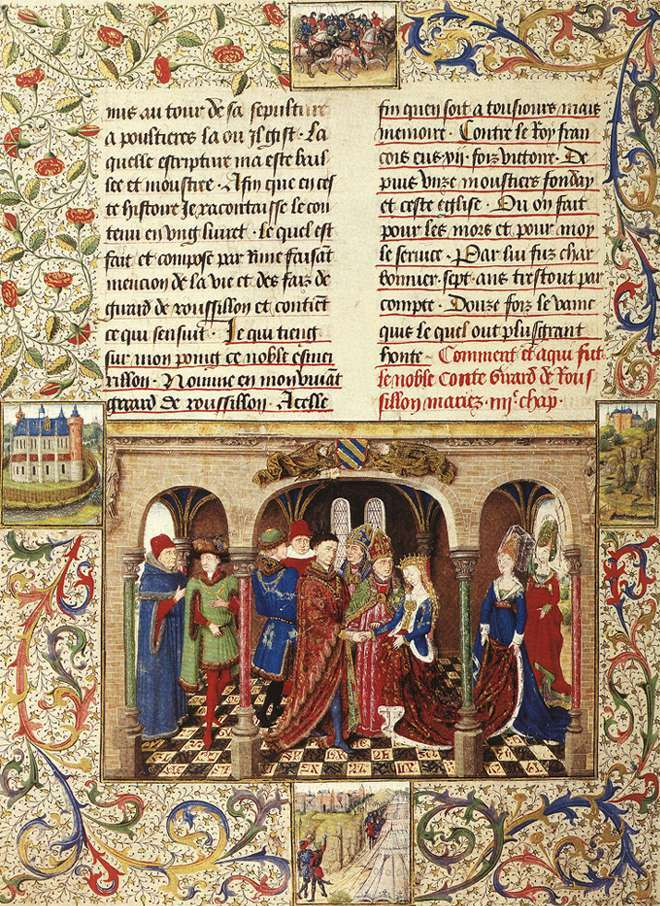
Киноварь и minium в иллюстрации манускрипта
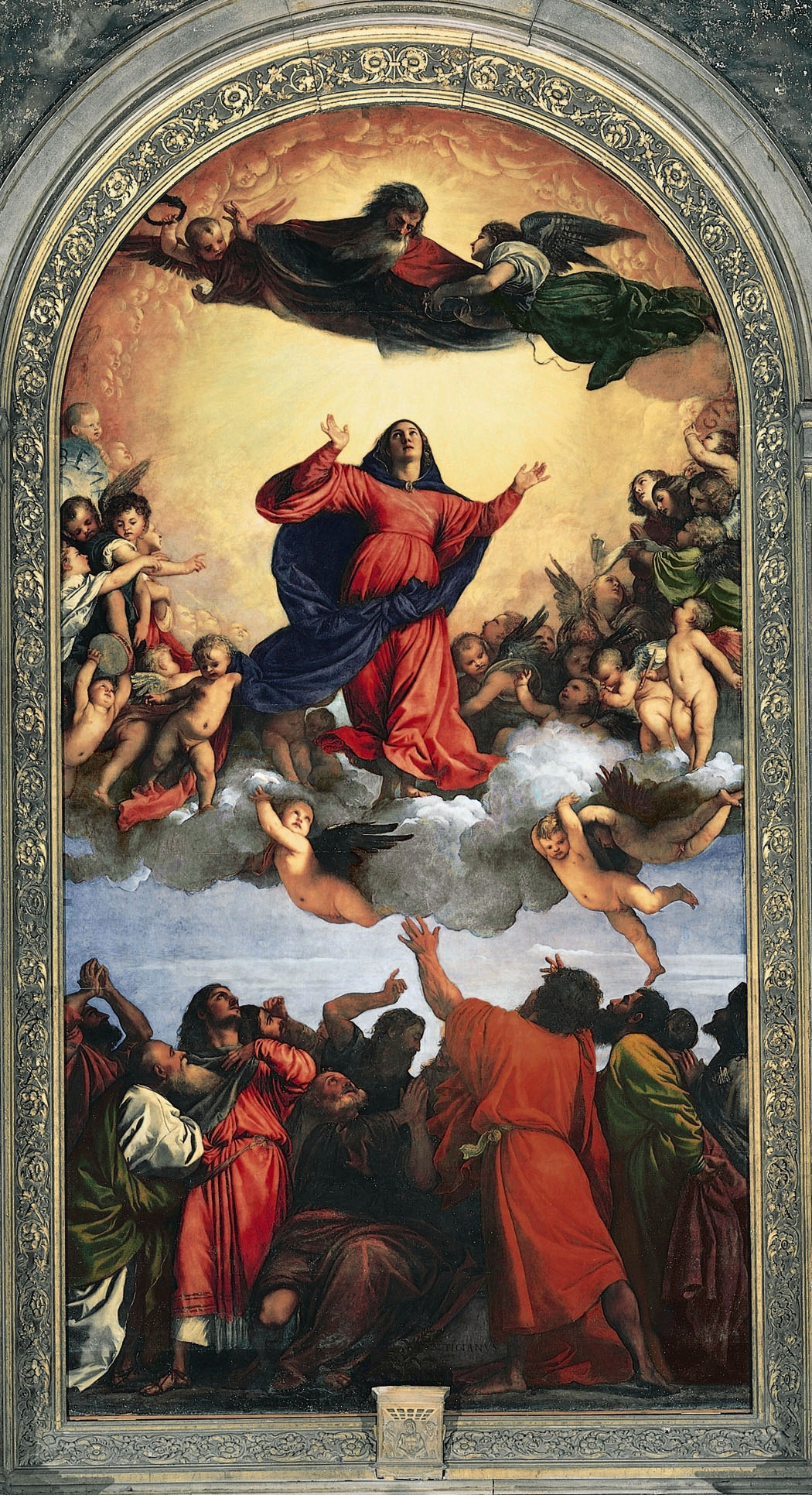
Драматический эффект киновари. Тициан. Ассунта. 1516—1518. Дерево, масло. Церковь Санта-Мария-Глорьоза-дей-Фрари, Венеция
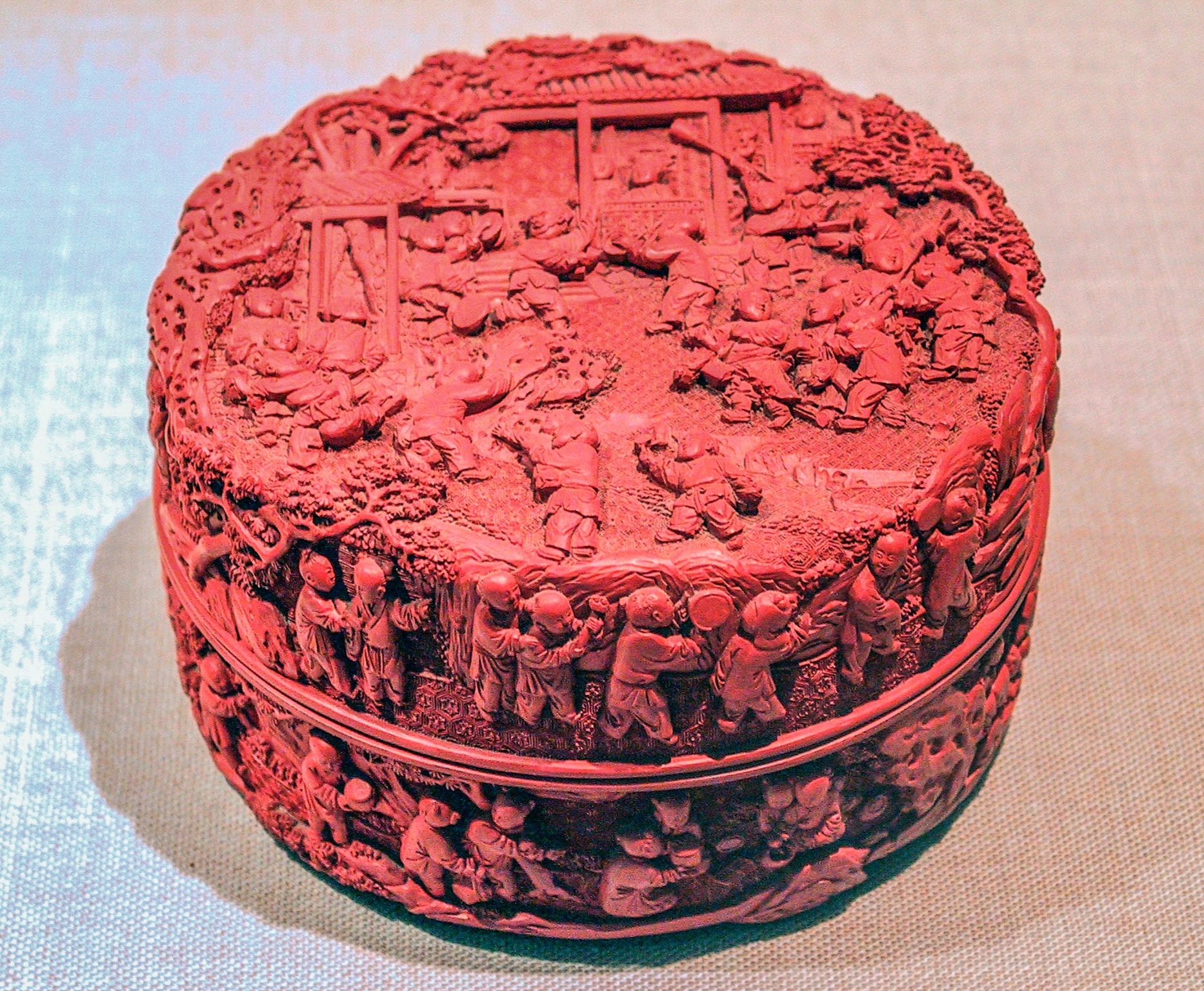
Китайская лакированная шкатулка